# Pfeddersheimer Gnadenbild

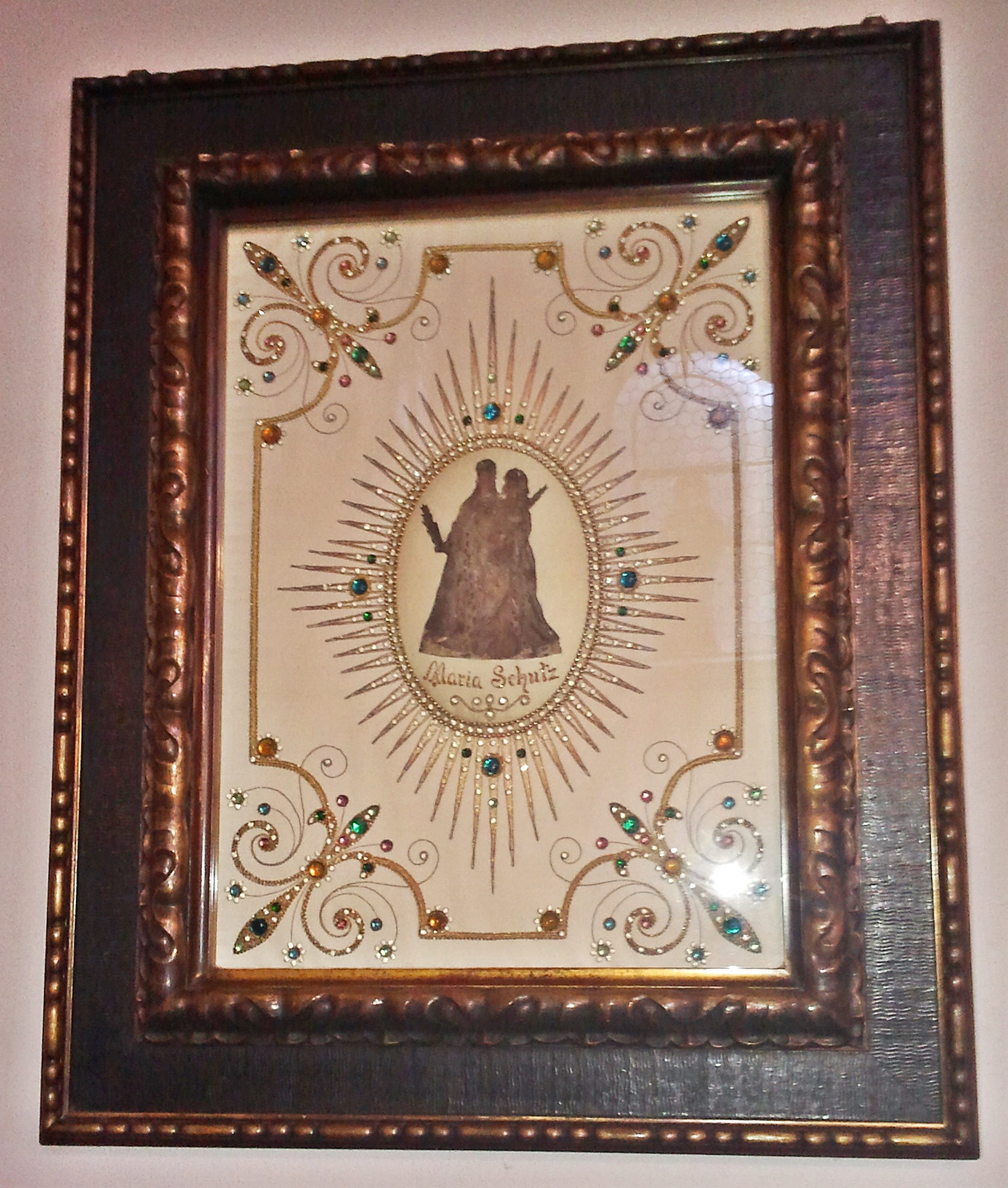
Pfeddersheimer Gnadenbild

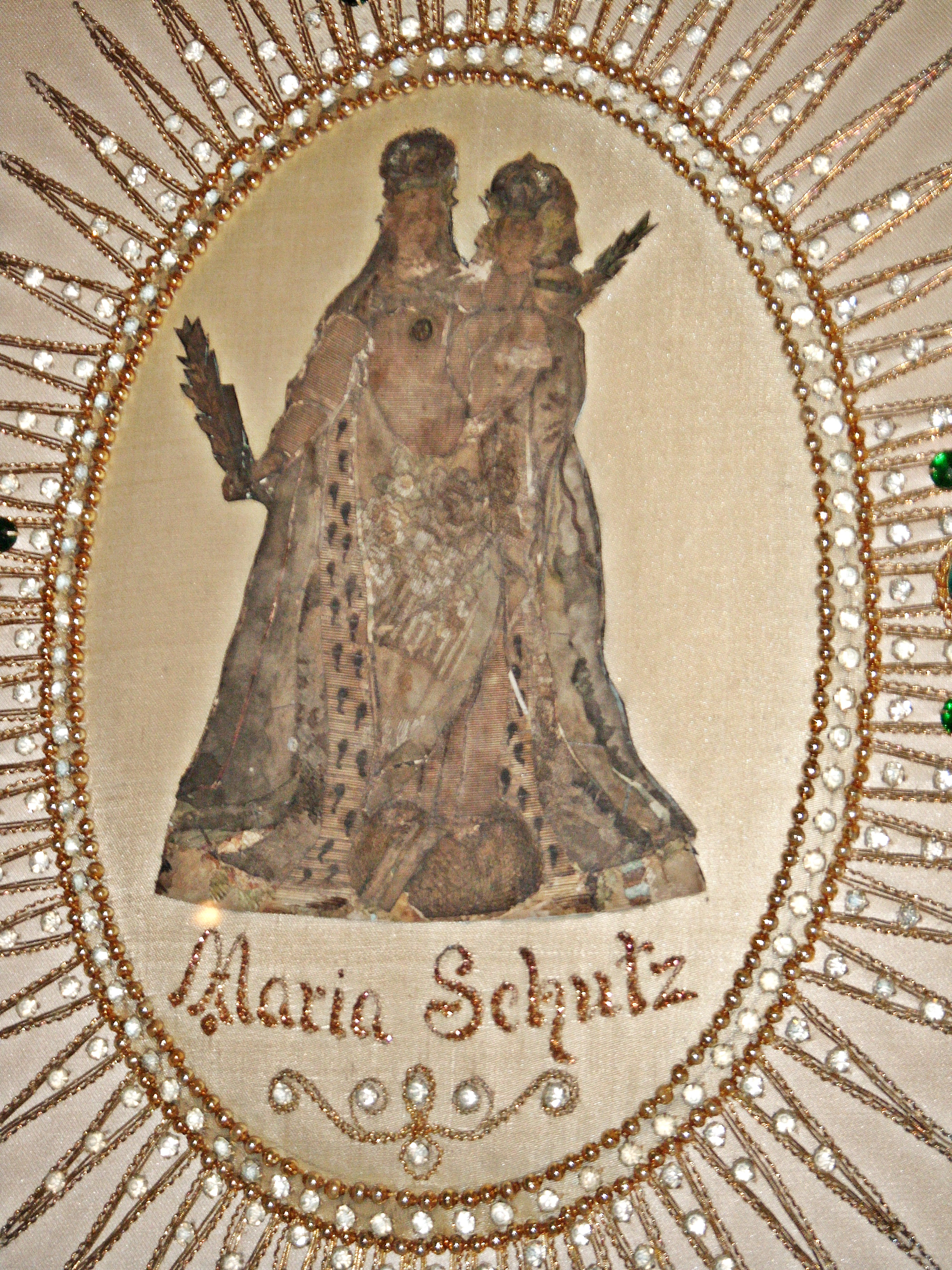
Pfeddersheimer Gnadenbild, Nahaufnahme

Das Pfeddersheimer Gnadenbild ist eine gestickte Madonnendarstellung in Worms-Pfeddersheim, die als Gnadenbild verehrt wird.

## Das Bild
Es handelt sich um eine in Seide gestickte Darstellung St. Mariens aus dem 17. Jahrhundert, ähnlich den Gnadenbildern von Luxemburg und Kevelaer, mit wallendem Mantel und dem Jesuskind auf dem Arm. Das etwa postkartengroße Stoffbild stammt aus dem Dorf Elmpt in Nordrhein-Westfalen, ist leicht geschwärzt und durch das Alter farblich ausgebleicht. Es wurde 1927 neu auf einem Schmuckhintergrund gefasst, mit dem Schriftzug „Maria Schutz“ versehen und gerahmt. Seither hängt es zur Verehrung in der katholischen Pfarrkirche Mariä Himmelfahrt, Worms-Pfeddersheim.

## Geschichte
Die barocke Mariendarstellung gehörte ursprünglich Martin Pollmanns und seiner Gattin Sophie geb. Brauers. Sie befand sich 1869 auf einem Bauernhof in Elmpt und wurde von den Besitzern als Familienerbstück in Ehren gehalten. Stets beteten sie davor gemeinsam das Morgen- und Abendgebet. Am Weißen Sonntag 1869 brannte das Bauernanwesen komplett nieder. Nach etwa 14 Tagen fand man das Seidenbild völlig unbeschädigt im Brandschutt auf, obwohl das Feuer den Rahmen und das schützende Glas zerstört hatte. Nach diesem auffälligen Ereignis  wurde die gerettete Madonna im Familienumfeld als Gnadenbild verehrt. 
1927 amtierte Wilhelm Schwenz († 1932) als katholischer Pfarrer in Pfeddersheim, Bistum Mainz. Er stammte vom Niederrhein und erhielt das Bild über private Kontakte aus Elmpt (heute ein Ortsteil von Niederkrüchten) geschenkt. Bei der Schenkung setzte der dortige Pfarrer Wilms am 27. Januar 1927 eine Urkunde auf, welche die Geschichte des Gnadenbildes festhält und von dem Zeugen Johann Mertens mitunterschrieben ist, der selbst dabei war, als man es unversehrt im Brandschutt auffand. 
Pfarrer Schwenz ließ die ihm geschenkte Mariendarstellung neu fassen und rahmen. Hierbei kam sie auf einen kunstvoll bestickten Hintergrund, den eine Schwester aus dem Konvent der Englischen Fräulein in Worms fertigte. Mit Erlaubnis des zuständigen Mainzer Bischofs Ludwig Maria Hugo (1871–1935) durfte die Madonna ab Mai 1927 in der Pfeddersheimer Pfarrkirche aufgehängt und unter dem Titel „Maria Schutz zu Pfeddersheim“ als Gnadenbild privat verehrt werden.